# Resolutie 874 Veiligheidsraad Verenigde Naties
Resolutie 874 van de Veiligheidsraad van de Verenigde Naties werd unaniem goedgekeurd op 14 oktober 1993.

## Achtergrond
Het gebied Nagorno-Karabach is een de jure deel van Azerbeidzjan dat door Armeniërs werd bevolkt en gedurende de Sovjet-periode autonomie genoot als Nagorno-Karabachse Autonome Oblast. Oplopende etnische spanningen eind jaren 1980 tussen Armeniërs en Azerbeidzjanen leidden tot een oorlog en het uitroepen van de onafhankelijkheid van de Republiek Nagorno-Karabach.
In mei 1994 kwam het tot een wapenstilstand. Sindsdien was Nagorno-Karabach met steun van Armenië decennialang de facto onafhankelijk, totdat Azerbeidzjan in september 2023 het territoriale gezag over het gebied herstelde.

## Inhoud

### Waarnemingen
Op 8 oktober 1993 had in Moskou een bijeenkomst plaatsgevonden over het conflict tussen
Armenië en Azerbeidzjan. De Veiligheidsraad bevestigde de soevereiniteit en
territoriale integriteit van Azerbeidzjan – dat deels door Armenië was bezet – en van alle andere landen
in de regio. De raad bevestigde ook de onschendbaarheid van internationale grenzen en de onaanvaardbaarheid van
het verwerven van grondgebied door geweld. Verder was de raad bezorgd om het menselijk lijden en de ontstane
noodsituatie door het conflict, en vooral het grote aantal ontheemden in Azerbeidzjan.

### Handelingen
De Veiligheidsraad riep de partijen op om het staakt-het-vuren dat uit de directe contacten was voortgekomen
hard te maken. Daarnaast bleef de Veiligheidsraad het vredesproces onder de OVSE
steunen.
De partijen werden ook opgeroepen om het aangepaste tijdsschema van dringende stappen om de VN-resoluties
822 en 853
uit te voeren te aanvaarden. Alle andere kwesties zouden moeten worden aangepakt met vreedzame onderhandelingen.
Er werd opgeroepen om de dringend noodzakelijke stappen onmiddellijk uit te voeren, zoals terugtrekking uit bezette gebieden en
communicatie en transport niet langer hinderen. Ook moest de Minsk-Conferentie van de OVSE snel opnieuw bijeen
komen om tot een onderhandelde oplossing te komen, zoals voorzien in het tijdsschema. De Veiligheidsraad vroeg
de Secretaris-Generaal hier een vertegenwoordiger naartoe te sturen.
De partijen werden voorts opgeroepen het internationaal humanitair recht niet te schenden en humanitaire hulp toe te
laten tot het conflictgebied. Bij alle landen in de regio werd erop aangedrongen af te zien van gewelddaden, inmenging
en tussenkomsten waardoor het conflict zich kon uitbreiden.
Aan de Secretaris-Generaal en internationale agentschappen werd gevraagd de dringend noodzakelijke humanitaire hulp te verschaffen
en de vluchtelingen en ontheemden te helpen terug te keren. Aan de Secretaris-Generaal, de voorzitter van de OVSE
en de voorzitter van de Minsk-Conferentie werd gevraagd te rapporteren over de vooruitgang van het vredesproces
en de samenwerking tussen de OVSE en de VN.

## Verwante resoluties
- Resolutie 822 Veiligheidsraad Verenigde Naties
- Resolutie 853 Veiligheidsraad Verenigde Naties
- Resolutie 884 Veiligheidsraad Verenigde Naties

Lijst ·  800 ·  801 ·  802 ·  803 ·  804 ·  805 ·  806 ·  807 ·  808 ·  809 ·  810 ·  811 ·  812 ·  813 ·  814 ·  815 ·  816 ·  817 ·  818 ·  819 ·  820 ·  821 ·  822 ·  823 ·  824 ·  825 ·  826 ·  827 ·  828 ·  829 ·  830 ·  831 ·  832 ·  833 ·  834 ·  835 ·  836 ·  837 ·  838 ·  839 ·  840 ·  841 ·  842 ·  843 ·  844 ·  845 ·  846 ·  847 ·  848 ·  849 ·  850 ·  851 ·  852 ·  853 ·  854 ·  855 ·  856 ·  857 ·  858 ·  859 ·  860 ·  861 ·  862 ·  863 ·  864 ·  865 ·  866 ·  867 ·  868 ·  869 ·  870 ·  871 ·  872 ·  873 ·  874 ·  875 ·  876 ·  877 ·  878 ·  879 ·  880 ·  881 ·  882 ·  883 ·  884 ·  885 ·  886 ·  887 ·  888 ·  889 ·  890 ·  891 ·  892